# Silverrudder Challenge

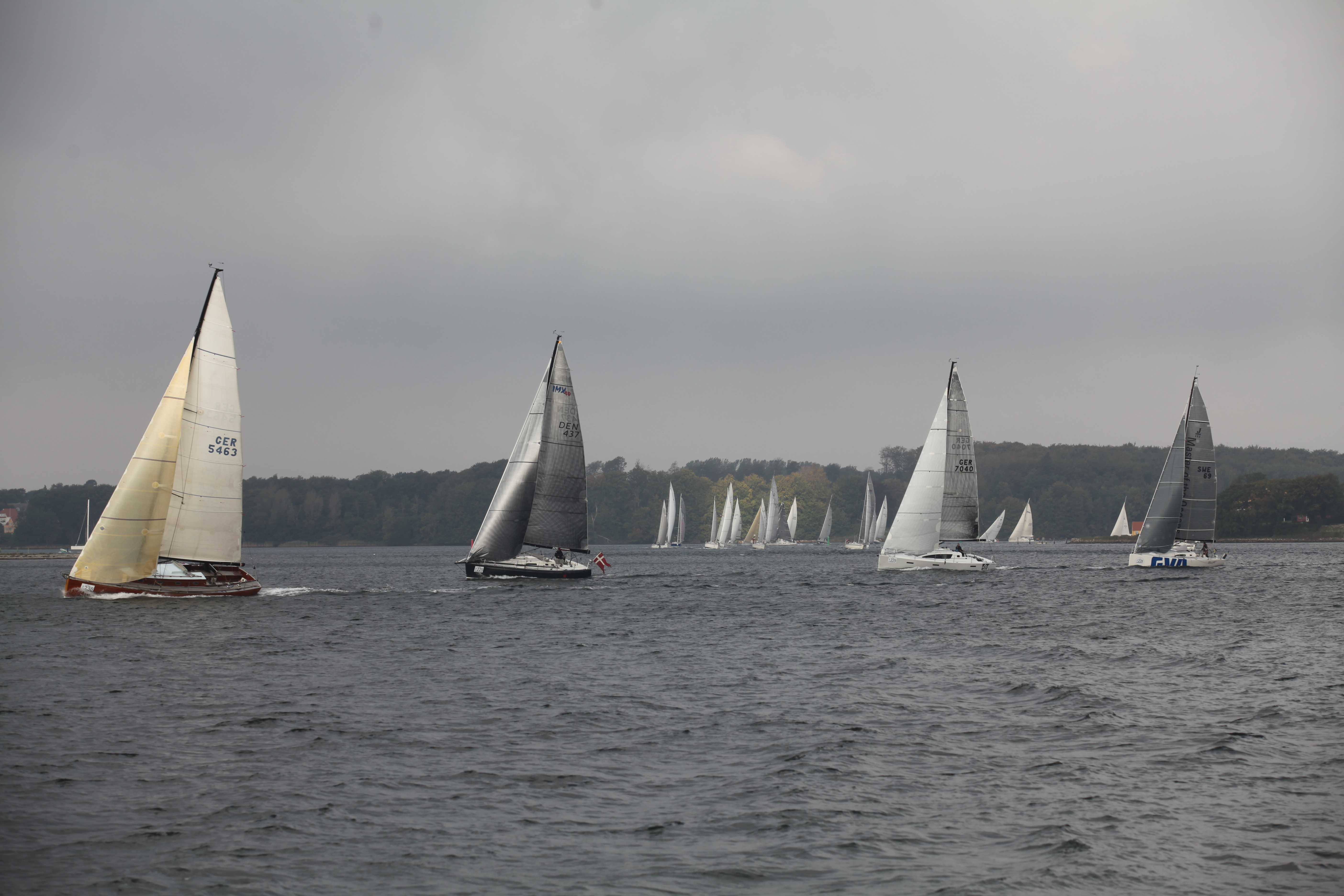
Silverrudder Challenge: Start in Svendborg: Kielboot Large

Silverrudder Challenge ist eine jährlich stattfindende Einhand-Regatta die rund um die Insel Fünen in Dänemark in der zeitlichen Nähe zur Herbst-Tag-und-Nacht-Gleiche gesegelt wird. Diese Regattaveranstaltung ist die größte Einhand-Regatta der Welt, gemessen an der Zahl ihrer Teilnehmer. Start und Ziel der Silverrudder Challenge ist die Hafenstadt Svendborg, gelegen am Svendborg Sund im Süden der Insel Fünen in Dänemark.

## Geschichte
Silverrudder Challenge wurde von Morten Brandt Rasmussen, dem ehemaligen Chefherausgeber und Projektentwickler des dänischen Seglermagazins BådNyt erfunden.
Er entwickelte die Idee einer Einhand-Regatta für Freizeitsegler zum Herbstanfang vergleichbar mit einem Marathonlauf und einem Ironman Triathlon aber eben für Segler und gleichzeitig mit sehr einfachen Regeln.
Bei der ersten Regatta 2012 meldeten 15 Boote aber es nahmen nur 12 dänische Segler teil. Die Wettfahrt trug den Titel: SølvRoret – Havets Jernmand (dt.: Silberruder – Eisenmänner der See). Im folgenden Jahr 2013 hatten schon 100 Skipper gemeldet und 86 starteten vor Svendborg gegen den Uhrzeigersinn rund Fünen.
Im Jahr 2014 wurde die Regatta umbenannt in Silverrudder Challenge of the Sea. 200 Segler hatten gemeldet und 187 erschienen an der Startlinie. Die Hälfte der Teilnehmer waren keine Dänen. Acht verschiedene Nationalitäten waren präsent und zum ersten Mal kamen die Sieger in drei Bootsklassen nicht aus Dänemark.
Im Jahr 2015 war das Rennen mit 330 Teilnehmern drei Monate vor dem Start ausgebucht. Neue Rekorde wurden in fünf von sieben Bootsklassen ersegelt und nur drei der Rekorde wurden noch von dänischen Seglern gehalten. Die übrigen fünf Silverrudder Challenge Pokale gingen an Segler aus Deutschland.
Das Silverrudder im Jahr 2018 gilt als das bislang härteste Rennen. Bei Windstärken von 6 bis 7 Beaufort aus West, in Böen bis 8 (35 Knoten) mit erwarteten schweren Schauerböen und evtl. Gewitter starteten von 450 gemeldeten Yachten nur 150 Skipper auf dem Kurs im Uhrzeigersinn um Fünen. Abnehmender Wind war für den Abend vorausgesagt. Ursprünglich sollte gegen den Uhrzeigersinn gesegelt werden, dies wurde aber geändert, damit die Kreuz nicht nördlich von Fünen gegen schwere See anstand, sondern südlich zwischen den kleineren Inseln, wo man eventuell Schutz finden konnte und wo es bei Bedarf Häfen zum Anlaufen gibt. Nach dem Start musste im engen Svendborg-Sund ein Gegenstrom von 3 bis 4 Knoten zusätzlich zu dem Sturm überwunden werden. Zahlreiche Yachten bekamen Probleme durch Strandungen, gebrochene Masten und zerfetzte Segel und mussten das Rennen aufgeben. Nach dem Ende der Regatta begann eine Diskussion, ob ein Einhandrennen unter diesen Bedingungen zukünftig überhaupt verantwortbar sei.
2020 erreichten von 312 gestarteten Schiffen nur 29 das Ziel – diesmal allerdings wegen Flaute und zeitweise entgegen der Fahrtrichtung setzendem Strom.

## Regeln

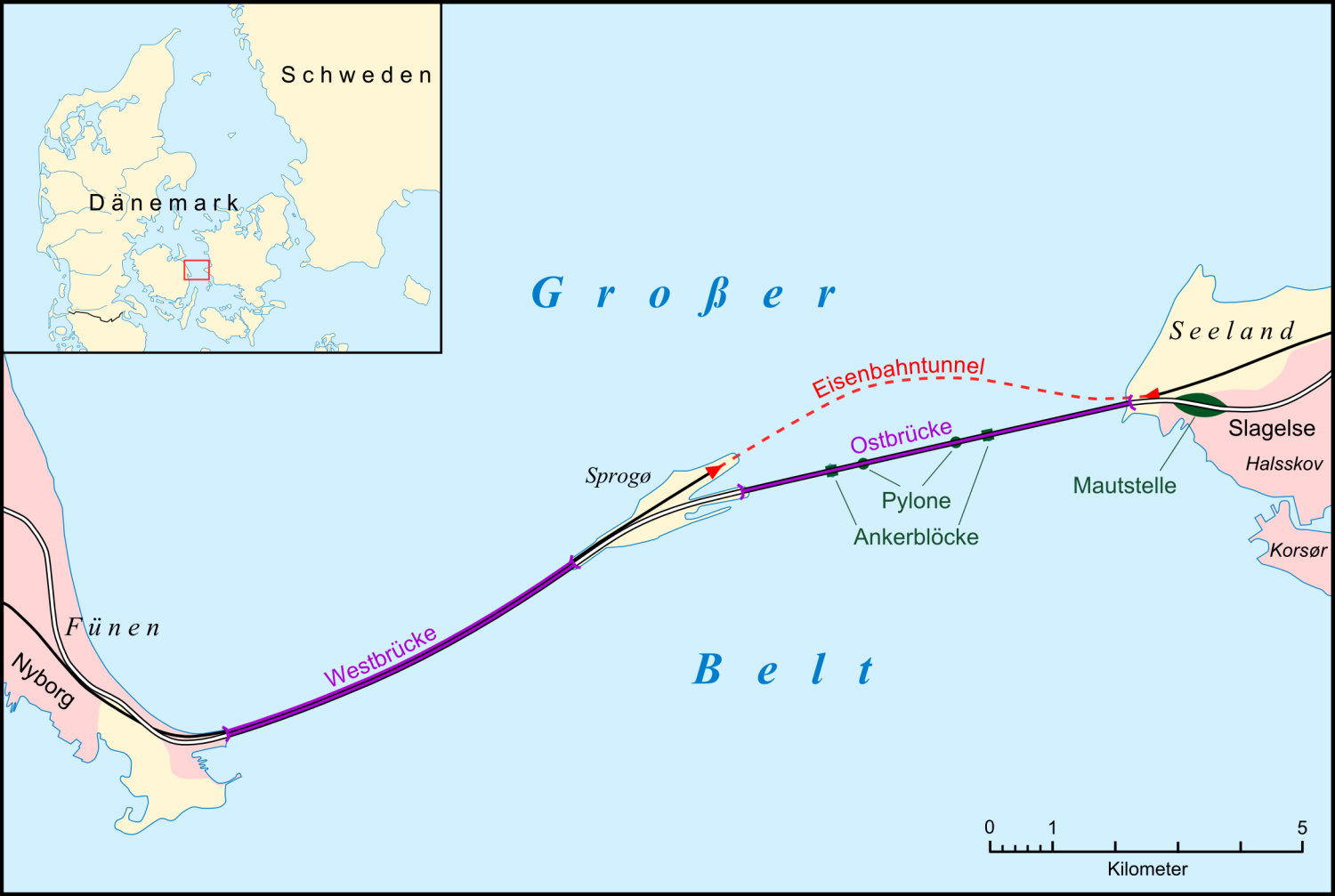
Die Großer-Belt-Brücke muss auf jeden Fall unterquert werden. Im Westen liegt Fünen, im Osten Seeland

Die Gründe, weshalb die Dänen innerhalb kurzer Zeit die größte internationale Solo-Regatta der Welt etablieren konnten, liegen daran, dass es kaum oder sehr einfache Regeln gibt, keine Vermessung der Boote stattfindet, der Kurs sehr herausfordernd ist und man faire Meldegebühren fordert (zur Zeit 1200 dän. Kronen, ca. 161 Euro), die das Hafengeld für eine Woche Liegezeit vor und nach dem Rennen in Svendborg einschließt.
Großen Anteil am Erfolg der Silverrudder hat eine Art „Minimalisierung der Regeln auf das Wesentliche“. Es gibt keine Bojen rund um Fünen, die man an Backbord oder Steuerbord passieren muss, es muss lediglich eine Start- und Ziellinie gekreuzt und dazwischen die Insel umrundet werden. Eine rote bzw. grüne Flagge auf dem Startschiff zeigt an, ob die Insel an Backbord (rot) oder an Steuerbord (grün) gelassen werden muss, d. h. Umrunden der Insel gegen oder im Uhrzeigersinn.
Eine eher grob umrissene Routenvorgabe lädt zum Ausspielen gewisser Bootsvorteile ein. So dürften die kleineren Boote mit geringem Tiefgang die eine oder andere Abkürzung durch flachere Gewässer nehmen. Die großen Yachten mit dem höheren Geschwindigkeitspotenzial haben auch Nachteile. Yachten, die einen Mast haben, der höher ist als die Durchfahrtshöhe der Westbrücke (16,9 m) im Großen Belt, müssen den längeren Weg nehmen und die Ostbrücke unterqueren.

## Preise und Bootsklassen
Es gibt keine Vermessung für die Regatta. Die Yachten sind in Klassen je nach Bootslänge und Rumpfform (Mono- und Mehrrumpf) unterteilt. Eine Silverrudder Challenge Trophy wird in jeder Bootsklasse vergeben. Der Gewinner behält den Pokal solange, bis die Siegeszeit seiner Klasse unterboten wird. Jedes Jahr vor dem Start muss allerdings die Trophy beim Veranstalter abgegeben werden.
Es werden sieben Preise vergeben. Einen Pokal erhält jede der unten genannten Kategorien. Alle Maßangaben in Fuß (1 Fuß = 0,3048 Meter) Länge über Alles (LÜA) gemäß der World Sailing Definition.
| Rumpfform     | Klasse      | von (Fuß) | bis (Fuß) |
| ------------- | ----------- | --------- | --------- |
| Kielboot      | mini        | 18        | 25        |
| Kielboot      | small       | 25,01     | 30,00     |
| Kielboot      | medium      | 30,01     | 35,00     |
| Kielboot      | large       | 35,01     | 40        |
| Kielboot      | extra large | über 40   |           |
| Mehrrumpfboot | small       | 18,00     | 28,00     |
| Mehrrumpfboot | large       | über 28   |           |

## Silverrudder Challenge Rekorde
Zur 10-jährigen Jubiläumsveranstaltung der Silverrudder Challenge im Jahr 2021 wurden auch aufgrund der relativ guten Wetterbedingungen alle bisher aufgestellten Rekorde rund Fünen unterboten.
| Bootsklasse          | Skipper               | Land        | Bootstyp                | Bootsname        | gesegelte Zeit | Rekord-Jahr |
| -------------------- | --------------------- | ----------- | ----------------------- | ---------------- | -------------- | ----------- |
| Kielboot mini        | Jørgen Morh Ernst     | Dänemark    | Melges 24               | Bølge Baronessen | 19 h 27 m 23 s | 2021        |
| alter Rekord         | Morten Bogacki        | Deutschland | Pogo2                   | Mojo             | 23 h 06 m 18 s | 2015        |
| Kielboot small       | Oliver Schmid-Rybandt | Deutschland | Dehler 30 OD            | Power Play       | 18 h 32 m 58 s | 2021        |
| alter Rekord         | Franz Schollmayer     | Deutschland | Esse 850                | Firlefranz       | 20 h 23 m 14 s | 2015        |
| Kielboot medium      | Jan B. Hansen         | Dänemark    | Bénéteau Figaro 2       | The Beast        | 18 h 31 m 47 s | 2021        |
| alter Rekord         | Wolfram Heibeck       | Deutschland | Open 32                 | Black Maggy      | 19 h 18 m 03 s | 2015        |
| Kielboot large       | Wolfram Heibeck       | Deutschland | Open 40                 | Black Maggy      | 17 h 36 m 50 s | 2021        |
| alter Rekord         | Andreas Rohde         | Deutschland | JPK 38                  | Ratzfatz3        | 19 h 02 m 16 s | 2015        |
| Kielboot extra large | Jan Møller            | Dänemark    | German Frers 49 one off | Dream on         | 16 h 57 m 10 s | 2021        |
| alter Rekord         | Pål Stiansen          | Dänemark    | Xp-44                   | Born to Run      | 19 h 09 m 59 s | 2018        |
| Mehrrumpfboot small  | Peter Lang            | Dänemark    | Diam 24 Trimaran        | Diam 24          | 14 h 43 m 17 s | 2021        |
| alter Rekord         | Anders Bastiansen     | Dänemark    | Dragonfly 28            |                  | 16 h 24 m 58 s | 2015        |
| Mehrrumpfboot large  | Jan Andersen          | Dänemark    | Black Marlin 33         | Black Marlin     | 14 h 08 m 53 s | 2021        |
| alter Rekord         | Jan Andersen          | Dänemark    | Marlin 33               | Black Marlin     | 15 h 01 m 05 s | 2019        |

## Wechsel der Eigentumsverhältnisse
Im Jahr 2015 entwickelte sich die Regatta durch die mediale Berichterstattung der deutschen Segel-Zeitschrift Yacht und der britischen Zeitschrift Yachting World zu einem populären Event für Freizeitsegler und Regattasegler. Auch die Aufmerksamkeit der Werften und Freizeitboot-Designer wurde geweckt.
Die dänische Wassersportzeitschrift Bådnyt, der die Veranstaltung gehörte, wechselte den Besitzer von JSL Publications hin zu Nordjyske Medier, einer Nachrichtenagentur, die im nördlichen Jütland in Aalborg beheimatet ist.
Nach einem Verlust von 10 Mio. dän. Kronen im Zeitschriftenbereich entschieden der Eigentümer Per Lyngby und die Chefherausgeberin von Nordjyske Medier Turid Fennefoss Nielsen zukünftig den Fokus auf die Produktion von Bådnyt als Printausgabe zu setzen und sich von Silverrudder Challenge of the Sea zu trennen. So verschenkte Nordjyske Medier im Januar 2016 die Veranstaltung an den lokalen Segelklub Svendborg Amtørsejlklub, der auch als logistischer Partner in den vorangegangenen Auflagen des Rennens fungiert hatte. Die Nachfrage nach Startplätzen war durch die Berichterstattung sehr hoch und alle 400 Startplätze konnten innerhalb von drei Wochen im Februar 2016 vergeben werden.